# Gruppo elettrogeno

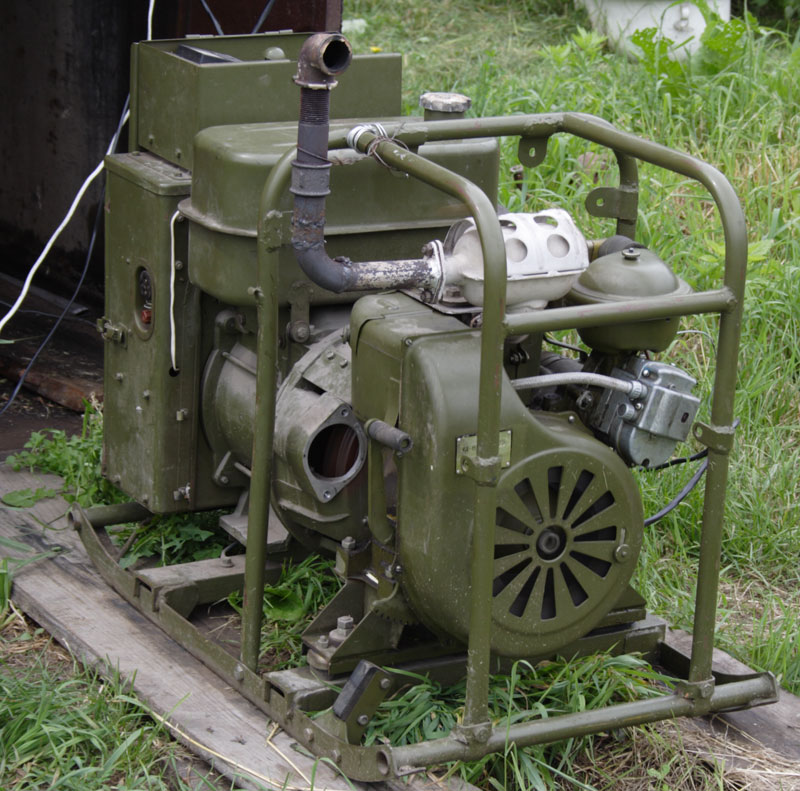
Gruppo elettrogeno.

In ingegneria meccanica ed elettrica il gruppo elettrogeno è una macchina costituita da un motore termico accoppiato ad un generatore elettrico (alternatore). È atta a produrre energia elettrica a partire da energia termica di combustione tramite due conversioni in cascata: da energia termica ad energia meccanica e da energia meccanica ad energia elettrica.

## Caratteristiche
Esistono due tipi di gruppi elettrogeni: marini e terrestri. I primi si distinguono per la loro applicazione su imbarcazioni di piccole, medie e grandi dimensioni poiché dotati di sistemi di raffreddamento costituiti da scambiatore di calore acqua/aria e da trattamenti anticorrosione in tutte le loro parti.
I gruppi elettrogeni più comuni producono C.A. a bassa tensione, monofase o trifase, con tensioni di uscita generalmente di 230 Volt o di 400 Volt.
La gamma di potenze prodotte è ampia, variando dal kVA o meno dei piccoli gruppi elettrogeni di uso casalingo, alle migliaia di kVA dei gruppi per uso industriale.
Si possono classificare 2 tipi di potenze:

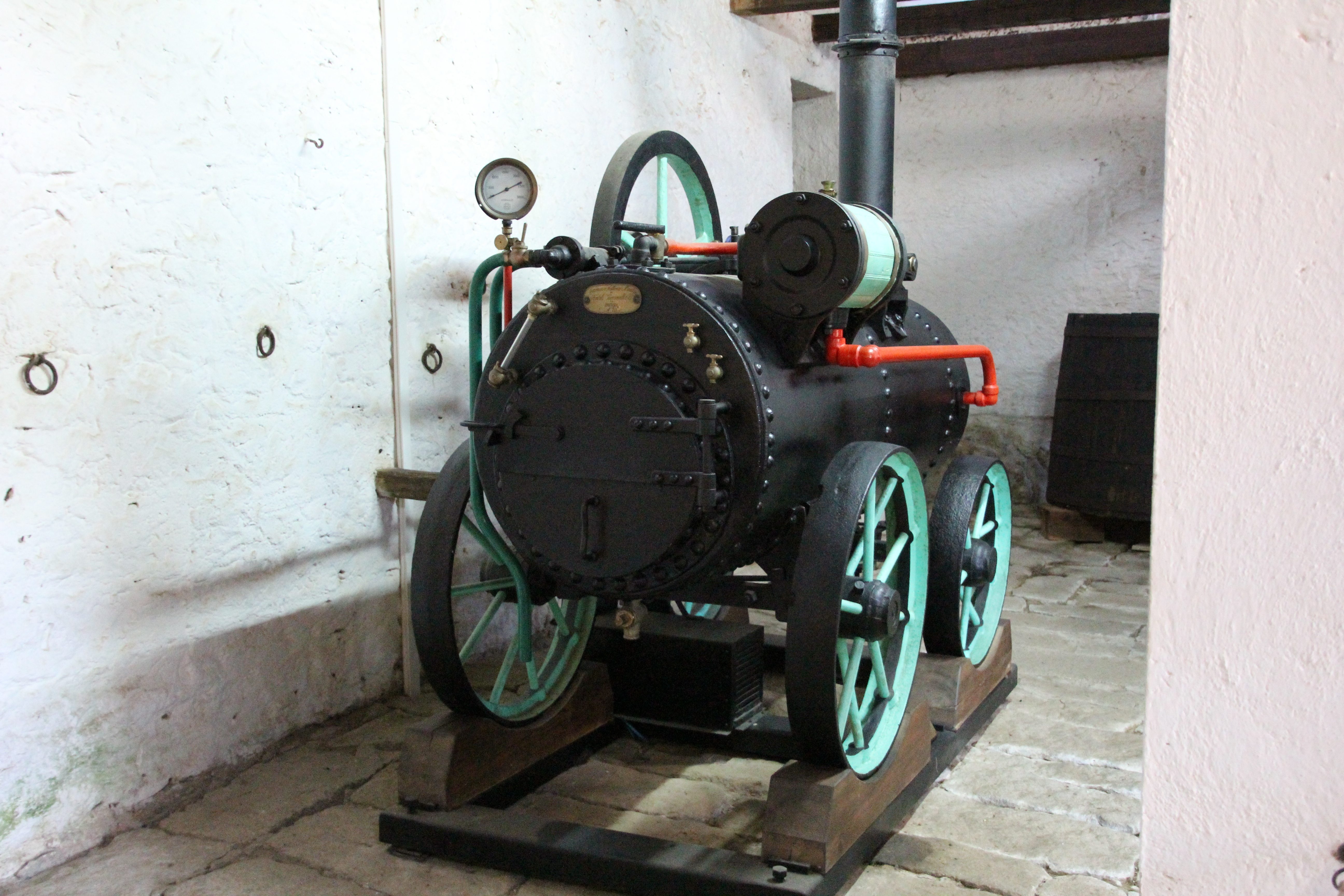
Un gruppo elettrogeno conservato al museo garibaldino di Caprera

- PRP: (Prime Power) è la potenza massima che il generatore può fornire con carico variabile e in servizio continuo secondo le condizioni ambientali e di ciclo di lavorazione stabilite dal costruttore. La potenza media in un giorno non deve superare, in genere, il 70% della PRP.
- LTP: (Limited Time running Power) è la potenza massima costante erogabile nelle condizioni stabilite dal costruttore per un massimo di 500 ore annue.

Un tipo particolare di gruppo elettrogeno senza parti in movimento, definito pertanto statico, è il gruppo di continuità.
È caratterizzato da un sistema di batterie tampone normalmente alimentate e caricate dalla rete elettrica, che tramite un inverter (dispositivo che trasforma corrente continua in alternata) alimentano il carico interessato.
I gruppo elettrogeni possono lavorare in servizio continuo o in emergenza, a seconda dell'utilizzo (a servizio continuo è il gruppo da cantiere, a servizio in emergenza è il gruppo per le sale operatorie, utilizzato in caso di mancanza di corrente di rete).

### Normative
In generale, per i gruppi elettrogeni di potenza > 1 kW è prescritto il possesso della licenza di esercizio ed il pagamento dei tributi sull'energia elettrica (tramite canone annuale o mensile). Per dettagli su questi obblighi fiscali si rimanda al D.Lgs. 26/10/1995 n.504 (artt. dal 52 al 60).
- per potenze superiori a 25 kW anche possesso del certificato di prevenzione incendi (CPI) emesso dai vigili del fuoco; questi gruppi dovranno essere installati in conformità ai disposti del decreto del Ministero dell'interno 22/10/07 e dal 2011 del DM 13/07/2011 Approvazione della regola tecnica di prevenzione incendi per la installazione di motori a combustione interna accoppiati a macchina generatrice elettrica o ad altra macchina operatrice e di unità di cogenerazione a servizio di attività civili, industriali, agricole, artigianali, commerciali e di servizi

L'attività antincendio era la 64 dell'allegato al DM 16.02.1982 fino a novembre 2011. Nel DPR n. 151/11 risulta al numero 49 (cat. A da 25 a 350 kW, cat. B da oltre 350 a 700 kW, cat. C oltre 700 kW)
Per i gruppi elettrogeni di potenza superiore a 200 kW la Legge italiana prevede alcuni obblighi:
- per tutti, registrazione, nel manuale di manutenzione, delle attività manutentive sull'Impianto (generatore, motore, cisterna combustibile);

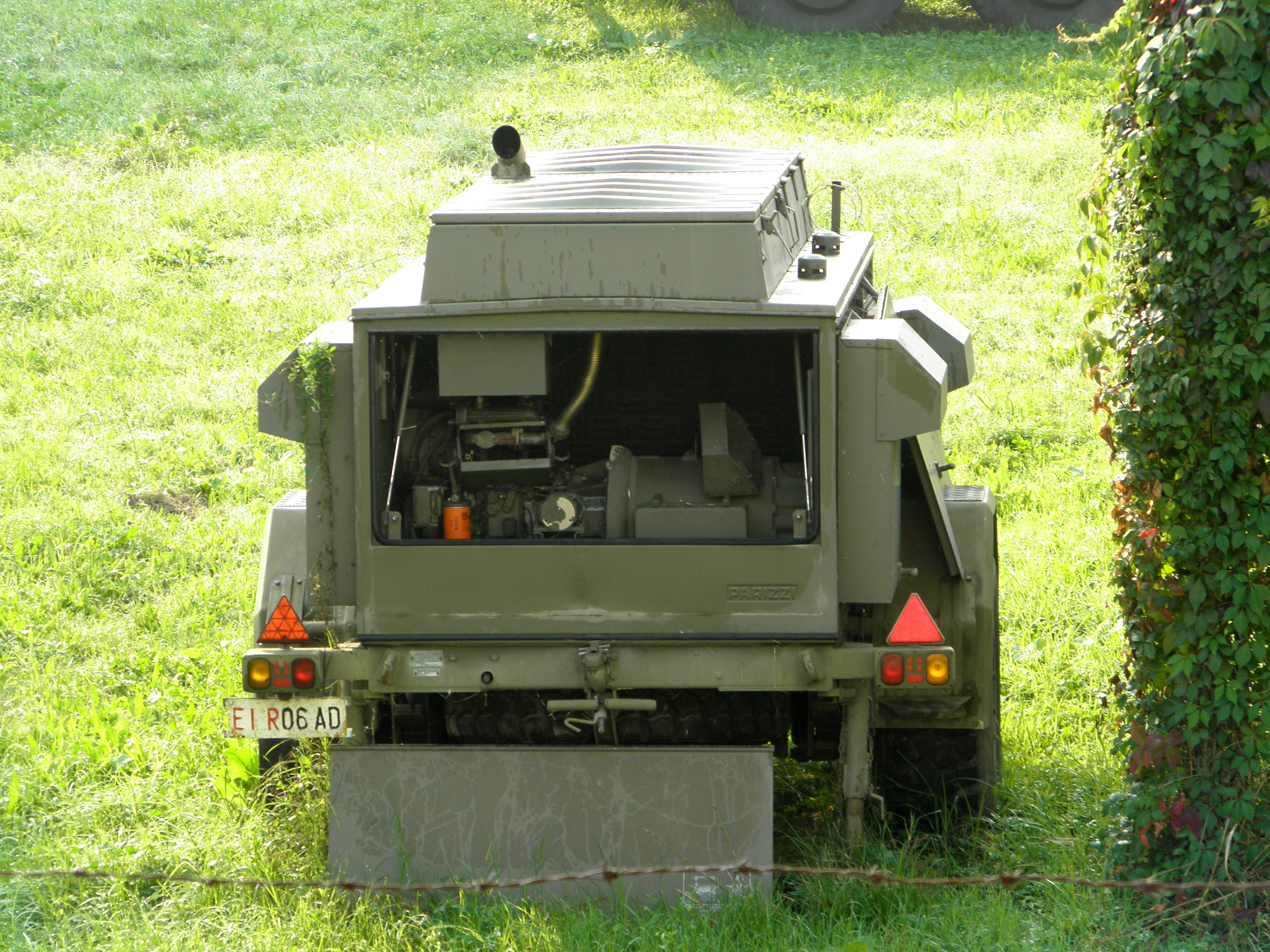
Un gruppo elettrogeno in dotazione all'Esercito Italiano.

- se il gruppo di potenza superiore a 200 kW è in servizio di emergenza (cioè in soccorso alla rete elettrica pubblica) è prescritto (ai sensi del D.Lgs. 26/10/1995 n.504 e successive modificazioni) il possesso di licenza fiscale di esercizio per la corresponsione dei tributi gravanti sull'energia elettrica (accisa e addizionale), da richiedere all'Ufficio delle Dogane competente per territorio (l'esercizio di gruppi elettrogeni di potenza inferiore o uguale a 200 kW è libero).

Nella Comunità Europea i gruppi elettrogeni sono soggetti a restrizioni sulle emissioni di rumore attraverso la Direttiva 2000/14/CE del Parlamento europeo e del Consiglio dell'8 maggio 2000 sul ravvicinamento delle legislazioni degli Stati membri concernenti l'emissione acustica ambientale delle macchine ed attrezzature destinate a funzionare all'aperto.

### Produttori
Alcuni produttori di motori e alternatori per gruppi elettrogeni sono:
Isotta Fraschini, Cummins, Deutz, Iveco, Volvo, Lombardini, Perkins, Ruggerini, Guidetti - Condor, MWM, Same, John Deere, Caterpillar per i motori, Linz Electric S.p.A. (produzione italiana), Stamford (produzione Inglese / Cinese), Meccalte (produzione Italiana / Inglese / Cinese / Indiana) e Marelli (Produzione Malese / Italiana), Sincro (produzione Italiana), per gli alternatori.
Altra applicazione interessante e sicuramente più vantaggiosa dal punto di vista economico, è lo sviluppo in agricoltura di alternatori da accoppiare direttamente all'uscita del cardano. La necessità di corrente elettrica, e la necessità di abbattere i costi hanno dato adito a questo sviluppo.
Il futuro dei gruppi elettrogeni sembra essere rivolto verso le turbine a gas, sistema sempre più diffuso.